# هادی بهروز
هادی بهروز (زاده ۲فروردین ۱۳۶۲ در مشهد) مدیر فیلمبرداری ایرانی است. 

## فیلم‌شناسی

### مدیر فیلمبرداری
- معلم (۱۳۸۹)
- ایستاده در غبار (۱۳۹۴)
- ماجرای نیمروز (۱۳۹۵)
- لاتاری (۱۳۹۶)
- ترور سرچشمه (۱۳۹۶)
- ماجرای نیمروز: ردخون (۱۳۹۷)
- درخت گردو (۱۳۹۸)
- شیشلیک (۱۳۹۹)
- مرد بازنده (۱۴۰۰)
- علفزار (۱۴۰۰)[۱]

### نمایش خانگی
- هیولا (۱۳۹۸)
- زخم کاری (۱۴۰۰)
- سقوط (۱۴۰۱)
- زخم‌کاری: بازگشت (۱۴۰۲)
- زخم‌کاری: انتقام (۱۴۰۳)

### تلویزیون
- آخرین روزهای زمستان

## جوایز و افتخارات
- برنده سیمرغ بلورین بهترین دستاورد فنی و هنری در سی و یکمین جشنواره فیلم فجر برای آخرین روزاهی زمستان (۱۳۹۱)
- نامزد تندیس بهترین فیلمبرداری در نوزدهمین جشن خانه سینمای ایران برای ماجرای نیمروز (۱۳۹۶)
- نامزد تندیس حافظ بهترین فیلمبرداری در جشن دنیای تصویر برای ماجرای نیمروز (۱۳۹۶)
- نامزد سیمرغ بلورین بهترین فیلمبرداری در سی و هشتمین جشنواره فیلم فجر برای ماجرای نیمروز: ردخون (۱۳۹۷)
- نامزد تندیس حافظ بهترین فیلمبرداری در جشن دنیای تصویر برای ماجرای نیمروز: ردخون (۱۳۹۹)
- نامزد تندیس حافظ بهترین فیلمبرداری در جشن دنیای تصویر برای درخت گردو (۱۴۰۰)
- نامزد سیمرغ بلورین بهترین فیلمبرداری در چهلمین جشنواره فیلم فجر برای علفزار (۱۴۰۰)